# Franciszek Ksawery Drucki-Lubecki
Franciszek Ksawery Drucki-Lubecki (Pinsk, Mancomunidad polaco-lituana, 4 de enero de 1778 - San Petersburgo, Imperio Ruso, 10 de mayo de 1846) fue un político, economista y ministro encargado de la tesorería de la República de las Dos Naciones, siendo posteriormente el fundador del Banco Nacional de Polonia. 

## Biografía
Franciszek nació en Pinsk, ciudad de la Mancomunidad polaco-lituana, el 4 de enero de 1778 (actualmente parte de Bielorrusia). Después de graduarse de una escuela de cadetes de infantería se unió al ejército ruso en 1794 y estuvo en servicio hasta el año 1800. Sirvió a de Aleksandr Suvórov y participó en las campañas de Italia y Suiza. Luego se convirtió en el mariscal del Gubérniya de Grodno.
De 1813 a 1815 fue miembro del Alto Consejo Provisional (Rada Najwyższa Tymczasowa) del Gran Ducado de Varsovia. Apoyó un tratado de paz con el Imperio ruso y respaldó la figura de Alejandro I de Rusia, pasando a ser miembro de la comisión de las cuentas financieras entre Polonia y Rusia. Organizó una campaña para introducir la llegada de inversores y trabajadores extranjeros a Polonia. Gracias a la ayuda de Franciszek y de los inversores provenientes de fuera, la ciudad de Łódź se convirtió en un importante centro textil.
El 20 de junio de 1820 se casó con María Escipión del Campo. Tuvieron tres hijas: Tekla Drucka-Lubecka, Genowefa Drucka-Lubecka y Julia Drucka-Lubecka.
Entre 1821 y 1830, fue el ministro de Hacienda del Reino de Polonia. Sus políticas mejoraron significativamente el presupuesto y la tesorería del reino: introdujo muchas políticas de ahorro, fomentó la minería y la siderurgia, estableció una nueva forma de recaudar impuestos, nuevos impuestos y amplió el monopolio nacional de la sal y del tabaco. Eliminó el déficit presupuestario y los aranceles que existían entre el Reino de Polonia y el Imperio Ruso. También fue el fundador del Banco Nacional de Polonia en 1828.
Drucki se opuso al Levantamiento de Noviembre contra el Imperio Ruso, pues de esa forma se destruiría todo lo que él había logrado en la última década. En diciembre de 1830 se mudó a San Petersburgo donde estuvo trabajando en la reforma legal de Polonia. Desde 1832 se convirtió en miembro del Consejo de Estado del Imperio ruso. En 1834 trabajó en la solución de las cuentas financieras entre Rusia y Francia. Franciszek Drucki falleció el 10 de mayo de 1846 en San Petersburgo, a la edad de 68 años.